# Diboran
Diboran (B2H6) je za laboratorní teploty bezbarvý plyn. Velmi dobře se mísí se vzduchem a tvoří s ním výbušnou směs. Na vlhkém vzduchu se může vznítit samovolně.[zdroj?]
Používá se jako redukční činidlo, vulkanizační činidlo, katalyzátor při polymerizacích a jako dopant pro polovodiče.
Mezi můstkovými atomy vodíku je elektronově deficitní třístředová dvouelektronová vazba.

## Zdravotní rizika
Krátkodobá expozice způsobuje kašel a dušení. Tyto symptomy se mohou objevit okamžitě nebo až po 24 h. Také dochází k podráždění pokožky a očí.
Lidé vystavení dlouhodobému působení diboranu trpí dýchacími potížemi, únavou a ospalostí.